# Besham
Besham (nota anche come Besham Qila, Besham Qala e Bisham) è una piccola città posta a 3011 m s.l.m. della Provincia della Frontiera del Nord Ovest pakistana (34°56'15N, 72°52'45E) a metà strada tra Gilgit ed Havelian, il terminale meridionale dalla Strada del Karakorum, la più elevata strada asfaltata al mondo che ricalca uno degli antichi itinerari della Via della seta.

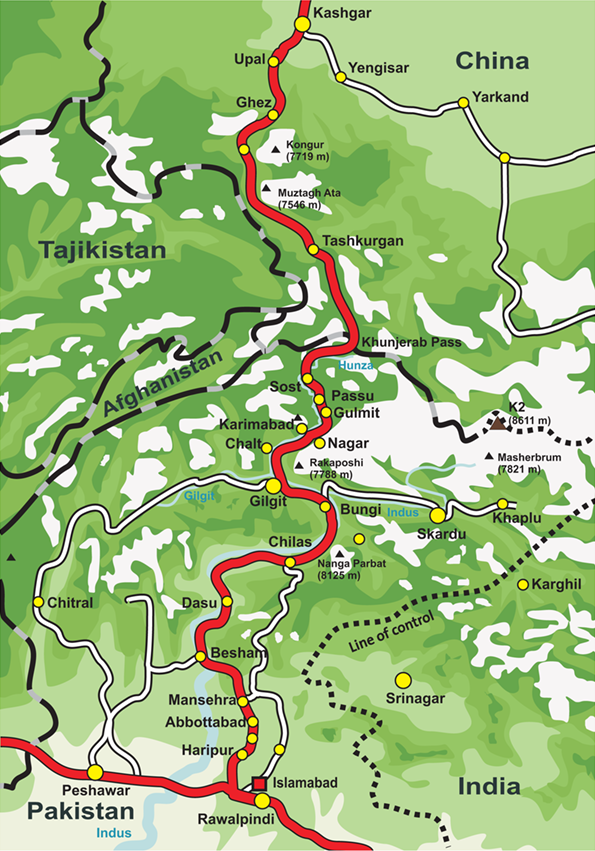
Cartina della Strada del Karakorum

Arroccata sul fianco di una montagna presso il corso del fiume Indo, è raggiungibile solo percorrendo il Ponte youyi della Strada del Karakorum. Prima della sua costruzione per secoli gli abitanti della regione potevano attraversare il fiume solo legandosi a degli otri fatti con pelli di animali e poi buttarsi nelle sue acque lasciandosi portare dalla corrente dall'altro lato.